# Miodrag Colić
Miodrag Colić (Pirot, 14. maj 1957 — Beograd, 25. septembar 2021) bio je srpski specijalista plastične, rekonstruktivne i estetske hirurgije. Bio je profesor hirurgije na Medicinskom fakultetu u Beogradu i član Izvršnog komiteta ISAPS-a (International Society of Aesthetic Plastic Surgery, Board of Directors) od 2004. do 2013. godine, a 2011. postao je predstavnik evropske Međunarodne konfederacije za plastičnu, rekonstruktivnu i estetsku hirurgiju (IPRAS). Bio je i jedan od osnivača Balkanskog udruženja za plastičnu hirurgiju.
Preminuo je 25. septembra 2021. godine, u 64. godini života.

## Bibliografija
- Miodrag Colić: Električni udar i hiperbarična oksigenacija. Plastic&Aesthetic.
- Miodrag Colić i Biljana Todorović-Ćertić: Estetska hirurgija. Zavod za udžbenike i nastavna sredstva, Beograd, 1997. Drugo dopunjeno izdanje 2002.
- Miodrag Colić, Vidosava Sremački-Cerovac, Sonja Cerovac i Milan Colić: Plastična hirurgija - potreba ili luksuz. Zavod za udžbenike i nastavna sredstva.
- Miodrag Colić i Milan Colić: Estetska hirurgija lica i tela. Jefimija press.
- Miodrag Colić: Zbirka pesama - Trag večnosti.  978-86-901493-1-5.
- Miodrag Colić: Moj put oko sveta. Evro-Giunti, Beograd, 2014.  978-86-505-2621-7
- Miodrag i Milan Colić: Moje novo ja. Laguna, Beograd, 2019.  978-86-521-3055-9

## Spoljašnje veze
- KO JE BIO DOKTOR COLIĆ: Počasni konzul, svetski putnik i priznati stručnjak estetske hirurgije („Večernje novosti”, 25. septembar 2021)